# Minor
Minor – wyznacznik macierzy kwadratowej powstałej z danej macierzy przez skreślenie pewnej liczby jej wierszy i kolumn. Minor główny to minor, w którym przy wykreślaniu pozostawiono wiersze i kolumny o równych indeksach, z kolei wiodący minor główny to minor główny, w którym wykreślono kolejno ostatnie wiersze i kolumny.

## Przykład
Niech dana będzie macierz
{\displaystyle A={\begin{bmatrix}1&3&4&2\\0&3&1&1\\7&1&3&4\end{bmatrix}}}
typu {\displaystyle 3\times 4} nad ciałem liczb rzeczywistych.
Wykreślając drugi wiersz oraz drugą i trzecią kolumnę, a więc pozostawiając elementy na przecięciu wierszy o indeksach ze zbioru {\displaystyle I=\{1,3\}} oraz kolumn o indeksach ze zbioru {\displaystyle J=\{1,4\}} otrzymuje się minor równy
{\displaystyle {\begin{vmatrix}1&\Box &\Box &2\\\Box &\Box &\Box &\Box \\7&\Box &\Box &4\end{vmatrix}}={\begin{vmatrix}1&2\\7&4\end{vmatrix}}=1\cdot 4-2\cdot 7=4-14=-10.}
Powyższy minor nie jest główny, ponieważ {\displaystyle I\neq J.} Minorem głównym macierzy {\displaystyle A} jest na przykład minor
{\displaystyle {\begin{vmatrix}3&1\\1&3\end{vmatrix}}=8}
utworzony z przecięcia kolumn i wierszy o indeksach {\displaystyle 2} oraz {\displaystyle 3.}
Wiodącymi minorami głównymi macierzy {\displaystyle A} są (w rosnącym porządku stopni):
{\displaystyle {\begin{vmatrix}1\end{vmatrix}}=1,\quad {\begin{vmatrix}1&3\\0&3\end{vmatrix}}=3,\quad {\begin{vmatrix}1&3&4\\0&3&1\\7&1&3\end{vmatrix}}=-55.}

## Definicja
Dla danej macierzy {\displaystyle A} typu {\displaystyle m\times n} minorem stopnia {\displaystyle k,} gdzie {\displaystyle k\leqslant \min(m,n)} nazywa się wyznacznik macierzy kwadratowej stopnia {\displaystyle k} otrzymanej z macierzy {\displaystyle A} poprzez wykreślenie {\displaystyle m-k} wierszy i {\displaystyle n-k} kolumn.
Ściślej operacja wykreślania polega na wskazaniu pewnego podciągu indeksów {\displaystyle I} wierszy o długości {\displaystyle k} oraz podciągu indeksów {\displaystyle J} kolumn o długości {\displaystyle k} z dziedziny macierzy, czyli iloczynu kartezjańskiego {\displaystyle \{1,\dots ,m\}\times \{1,\dots ,n\}.} Tak wybrany zbiór indeksów {\displaystyle I=\{i_{1},\dots ,i_{k}\}\times \{j_{1},\dots ,j_{k}\}} służy następnie obliczeniu wyznacznika macierzy {\displaystyle A(I\times J).}
Jeżeli {\displaystyle I=J} mają po {\displaystyle k} elementów, co oznacza, iż wykreślono wiersze i kolumny o tych samych indeksach pozostawiając ich {\displaystyle k} w obu przypadkach, to taki minor nazywa się minorem głównym stopnia {\displaystyle k.} Minor główny stopnia {\displaystyle k,} z którego wykreślono ostatnie {\displaystyle m-k} wierszy i {\displaystyle n-k} kolumn, a więc tak, by {\displaystyle I=J=\{1,2,\dots ,k\},} nazywa się wiodącym minorem głównym stopnia {\displaystyle k.}
Niekiedy minorami głównymi nazywa się wiodące minory główne zaniedbując te pierwsze.
Niekiedy minory macierzy oznacza się:
{\displaystyle (A_{i}),} {\displaystyle (A^{a}),}
{\displaystyle (A_{i}A_{j})=-(A_{j}A_{i}),} {\displaystyle (A^{a}A^{b})=-(A^{b}A^{a}),}
{\displaystyle (A_{i}A_{j}A_{k}),} {\displaystyle (A^{a}A^{b}A^{c}),} itd., gdzie {\displaystyle (A_{i})} są kolumnami, {\displaystyle (A^{a})} wierszami macierzy {\displaystyle (A_{i}^{a}),} a {\displaystyle (A_{i}A_{j})} jest iloczynem mieszanym.

## Własności
- Z definicji (własności) wyznacznika wynika, iż minorami stopnia 1 danej macierzy są jej elementy, minorami głównymi stopnia 1 są elementy z głównej przekątnej macierzy, zaś wiodącym minorem głównym stopnia 1 jest element o indeksie {\displaystyle 1,1.}
- Z definicji (własności) rzędu macierzy wynika, że dla macierzy rzędu {\displaystyle r>0} nad pewnym ciałem istnieje co najmniej jeden niezerowy minor stopnia {\displaystyle r,} zaś każdy minor stopnia wyższego od {\displaystyle r} tej macierzy jest równy zeru (a więc rząd macierzy jest to największy możliwy wymiar niezerowego minora danej macierzy).
- Kryterium Sylvestera: macierz hermitowska (w przypadku zespolonym; w przypadku rzeczywistym: symetryczna) {\displaystyle A} jest
  - dodatnio określona wtedy i tylko wtedy, gdy jej wszystkie wiodące minory główne są dodatnie;
  - ujemnie określona wtedy i tylko wtedy, gdy wiodące minory główne parzystego stopnia są dodatnie, a nieparzystego – ujemne.
- Dla danej macierzy {\displaystyle m\times n} można wybrać {\displaystyle {\tbinom {n}{k}}{\tbinom {m}{k}}} minorów stopnia {\displaystyle k} (gdzie {\displaystyle {\tbinom {\cdot }{\cdot }}} oznacza symbol Newtona).
- Macierz typu {\displaystyle m\times n} ma {\displaystyle \min(m,n)} wiodących minorów głównych, zaś macierz kwadratowa stopnia {\displaystyle n} ma ich dokładnie {\displaystyle n.}